# シュテファーヌ・ジャモエ
シュテファーヌ・ジャモエ（Stephane Jamoye 、男性、1989年10月5日 - ）は、ベルギーのプロボクサー。ヴィゼ出身。技巧派ながらも積極的に前進してカウンターを打ちながらプレスをかけるスタイル。亀田和毅戦で判定が覆るなどの不運を経験し、EBU王者時代のジェームス・マクドネルに敵地で敗れているものの、プンルアン・ソー・シンユーに勝利しWBC世界バンタム級ユース王座を獲得し、リー・ハスキンスに勝利しEBU王座を獲得するなど、のちの世界王者との対戦経験のある選手で、山中慎介戦では日本のリングに立っている。山中戦後に山中と亀田の差を聞かれ「全然比較にならない」と即答している。愛称はSurvivor(サバイバル男)。

## 来歴
2007年10月27日、リエージュ州ヴィゼのシュラットでデビュー戦を行い、2回KO勝ちを収めデビュー戦を白星で飾った。
2009年2月21日、リエージュ州エルスタルでエイロン・ケデムとベルギーバンタム級王座決定戦を行い、10回3-0の判定勝ちを収め王座獲得に成功した。
2009年5月9日、リエージュ州ロンサンでWBC世界バンタム級ユース王者プンルアン・ソー・シンユーと対戦し、10回2-1の判定勝ちを収め王座獲得に成功した。
2009年11月28日、リエージュ州ウペイエでEBUヨーロッパ連合バンタム級王座に挑戦し、12回3-0（115-113、115-111、115-112）の判定勝ちを収め王座獲得に成功した。
2010年2月20日、リエージュ州エルスタルでハリス・アジャリと対戦し、7回KO勝ちを収めWBCユース王座の初防衛に成功した。
2010年4月10日、リエージュ州ロンサンでフランク・ゴルジュと対戦し、8回TKO勝ちを収めEBU-EU王座の初防衛に成功した。
2010年8月28日、シナロア州マサトランで亀田和毅と対戦し、10回1-1（96-95、96-96、95-96）の判定で引き分けたが、採点の集計にミスがあったとして10回1-2（96-95、95-96が2者）の判定負けに試合結果が変更され、プロ初黒星を喫すると共にWBCユース王座から陥落した。
2010年11月5日、マドリード州サン・セバスティアン・デ・ロス・レイエスでジョバンニ・ジャラミージョと対戦し、11回TKO勝ちを収めEBU-EU王座の2度目の防衛に成功した。
2011年1月22日、ドンカスターのドンカスタードームでEBU欧州バンタム級王者ジェームス・マクドネルと対戦し、12回0-2の判定負けを喫し王座獲得に失敗した。
2011年2月19日、リエージュ州エルスタルでアンソニー・マシアスとスーパーフライ級8回戦を行い、8回TKO勝ちを収め再起を果たした。
2011年3月26日、ベラクルス州ハラパでレオ・サンタ・クルスとWBCユース・世界バンタム級暫定王座決定戦を行い、6回KO負けを喫し王座獲得に失敗した。
2012年2月18日、リエージュ州エルスタルでミゲル・アギラルとWBCインターコンチネンタルスーパーフライ級ユース王座決定戦を行い、2回1分55秒、アギラルの棄権により王座獲得に成功した。
2012年12月14日、リエージュ州エルスタルでEBU欧州バンタム級王者リー・ハスキンスと対戦し、8回TKO勝ちを収め王座獲得に成功した。
2013年3月9日、リエージュ州エルスタルでアシュリー・セクストンと対戦し、8回TKO勝ちを収めEBU王座の初防衛に成功した。
2013年9月28日、リエージュ州エルスタルでカリム・ゲルフィと対戦し、12回0-2（113-115、112-116、114-114）の判定負けを喫しEBU王座の2度目の防衛に失敗、王座から陥落した。
2014年4月23日、大阪城ホールでWBC世界バンタム級王者山中慎介と対戦し、9回11秒TKO負けを喫した。試合後、山中と2010年8月28日に対戦した亀田和毅の差を聞かれると「全然比較にならない」と即答した。
2014年6月7日、リエージュ州エスヌーでリチャード・ボロスとバンタム級6回戦を行い、初回1分15秒TKO勝ちを収め再起を果たした。
2014年9月13日、マンチェスターのフォンズ4uアリーナ・マンチェスターでWBA世界スーパーバンタム級王者スコット・クィッグと対戦し、3回1分13秒TKO負けを喫し王座獲得に失敗した。
2014年11月8日、リエージュ州エルスタルでホルヘ・ルイス・ムンギアとバンタム級8回戦を行い、8回3-0の判定勝ちを収め再起に成功した。
2015年1月31日、リエージュ州モンテネでレイナルド・カジーナとスーパーバンタム級8回戦を行い、8回3-0（79-72が2者、80-71）の判定勝ちを収め再起2連勝を果たした。
2015年10月30日、リエージュ州エルスタルでライアン・ファラグとEBU欧州バンタム級王座決定戦を行い、9回TKO負けを喫しEBU王座への返り咲きに失敗した。
2016年5月28日、リエージュ州エルスタルでエドウィン・テレスとフェザー級6回戦を行い、6回3-0の判定勝ちを収め再起を果たした。

## 獲得タイトル
- ベルギーバンタム級王座
- WBC世界バンタム級ユース王座
- EBUヨーロッパ連合バンタム級王座
- WBCインターコンチネンタルスーパーフライ級ユース王座
- EBU欧州バンタム級王座